# ター・ハー (クルアーン)
『ター・ハー』とは、クルアーンにおける第20番目の章（スーラ）。135の節（アーヤ）から成る。
章の冒頭に神秘文字（Muqatta'at）が置かれているもの（計29スーラ）のうちの一つ。
7節の記述に基づき、ナジュムッディーン・ラーズィーは、ハフィーをスイッルよりも上位と考えた。